# VTA Light Rail
| Santa Clara Station im Stadtzentrum von San José |  |                      |  |                        |  |  |
| |  |                      |  |                        |  |  |
| |  |                      |  |                        |  |  |
| \| \| \| ←Caltrain \| \| \| \| \| \| \| \| Mountain View \| \| \| \| \| \| \| \| Evelyn \| \| (Eastridge) \| \| \| \| \| \| Whisman \| \| (Ocala) \| \| \| \| \| \| Middlefield \| \| (Story) \| \| \| \| \| \| Bayshore/NASA \| \| Alum Rock \| \| \| \| \| \| Moffett Park \| \| (Gay Av.) \| \| \| \| \| \| Lockheed Martin \| \| McKee \| \| \| \| \| \| Borregas \| \| Penitencia Creek \| \| \| \| \| \| Crossman \| \| Berryessa \| \| \| \| \| \| Fair Oaks \| \| Hostetter \| \| \| \| \| \| Vienna \| \| Cropley \| \| \| \| \| \| Reamwood \| \| Montague \| \| \| \| \| \| Old Ironsides \| \| Great Mall/Main \| \| \| \| \| \| Great America \| \| I-880/Milpitas \| \| \| \| \| \| Lick Mill \| \| Cisco Way \| \| \| \| \| \| Champion \| \| Baypointe \| \| \| \| \| \| \| \| \| \| \| \| \| \| \| \| Tasman \| \| \| \| \| \| \| \| River Oaks \| \| \| \| \| \| \| \| Orchard \| \| \| \| \| \| \| \| Bonaventura \| \| \| \| \| \| \| \| Component \| \| \| \| \| \| \| \| Karina \| \| \| \| \| \| \| \| Metro/Airport \| \| \| \| \| \| \| \| ← Depot \| \| \| \| \| \| \| \| Gish \| \| \| \| \| \| \| \| Civic Center \| \| \| \| \| \| \| \| Japantown/Ayer \| \| \| \| \| \| \| \| \| \| \| \| \| \| \| \| \| \| \| \| \| \| St. James \| \| St. James \| \| \| \| \| \| Santa Clara \| \| \| \| \| \| \| \| Paseo de San Antonio \| \| Paseo de San Antonio \| \| \| \| \| \| \| \| \| \| \| \| \| \| \| \| Convention Center \| \| \| \| \| \| \| \| \| \| \| \| \| \| San Fernando \| \| Children's Discovery.. \| \| \| \| \| \| ←Caltrain / ACE \| \| ..Museum \| \| \| \| \| \| San Jose Diridon \| \| Virginia \| \| \| \| \| \| (West San Carlos) \| \| Tamien \| \| \| \| \| \| Race \| \| Curtner \| \| \| \| \| \| Fruitdale \| \| Capitol \| \| \| \| \| \| Bascom \| \| Branham \| \| \| \| \| \| Hamilton \| \| Ohlone/Chynoweth \| \| \| \| \| \| \| \| \| \| \| \| \| \| Downtown Campell \| \| Blossom Hill \| \| \| \| \| \| Winchester \| \| Snell \| \| \| \| \| \| (Hacienda) \| \| Cottle \| \| \| \| \| \| (Vasona) \| \| Santa Teresa \| \| \| \| \| \| \| \| Oakridge \| \| \| \| \| \| \| \| Almaden \| \| \| |  |                      |  |                        |  |  |
| |  | ←Caltrain            |  |                        |  |  |
| |  | Mountain View        |  |                        |  |  |
| |  | Evelyn               |  | (Eastridge)            |  |  |
| |  | Whisman              |  | (Ocala)                |  |  |
| |  | Middlefield          |  | (Story)                |  |  |
| |  | Bayshore/NASA        |  | Alum Rock              |  |  |
| |  | Moffett Park         |  | (Gay Av.)              |  |  |
| |  | Lockheed Martin      |  | McKee                  |  |  |
| |  | Borregas             |  | Penitencia Creek       |  |  |
| |  | Crossman             |  | Berryessa              |  |  |
| |  | Fair Oaks            |  | Hostetter              |  |  |
| |  | Vienna               |  | Cropley                |  |  |
| |  | Reamwood             |  | Montague               |  |  |
| |  | Old Ironsides        |  | Great Mall/Main        |  |  |
| |  | Great America        |  | I-880/Milpitas         |  |  |
| |  | Lick Mill            |  | Cisco Way              |  |  |
| |  | Champion             |  | Baypointe              |  |  |
| |  |                      |  |                        |  |  |
| |  |                      |  | Tasman                 |  |  |
| |  |                      |  | River Oaks             |  |  |
| |  |                      |  | Orchard                |  |  |
| |  |                      |  | Bonaventura            |  |  |
| |  |                      |  | Component              |  |  |
| |  |                      |  | Karina                 |  |  |
| |  |                      |  | Metro/Airport          |  |  |
| |  |                      |  | ← Depot                |  |  |
| |  |                      |  | Gish                   |  |  |
| |  |                      |  | Civic Center           |  |  |
| |  |                      |  | Japantown/Ayer         |  |  |
| |  |                      |  |                        |  |  |
| |  |                      |  |                        |  |  |
| |  | St. James            |  | St. James              |  |  |
| |  | Santa Clara          |  |                        |  |  |
| |  | Paseo de San Antonio |  | Paseo de San Antonio   |  |  |
| |  |                      |  |                        |  |  |
| |  |                      |  | Convention Center      |  |  |
| |  |                      |  |                        |  |  |
| |  | San Fernando         |  | Children's Discovery.. |  |  |
| |  | ←Caltrain / ACE      |  | ..Museum               |  |  |
| |  | San Jose Diridon     |  | Virginia               |  |  |
| |  | (West San Carlos)    |  | Tamien                 |  |  |
| |  | Race                 |  | Curtner                |  |  |
| |  | Fruitdale            |  | Capitol                |  |  |
| |  | Bascom               |  | Branham                |  |  |
| |  | Hamilton             |  | Ohlone/Chynoweth       |  |  |
| |  |                      |  |                        |  |  |
| |  | Downtown Campell     |  | Blossom Hill           |  |  |
| |  | Winchester           |  | Snell                  |  |  |
| |  | (Hacienda)           |  | Cottle                 |  |  |
| |  | (Vasona)             |  | Santa Teresa           |  |  |
| |  |                      |  | Oakridge               |  |  |
| |  |                      |  | Almaden                |  |  |

VTA Light Rail – Kurzform von Santa Clara Valley Transportation Authority Light Rail – ist ein Stadtbahnsystem, das San José (Kalifornien) mit seinen Vororten im Silicon Valley verbindet. Das normalspurige Streckennetz umfasst mittlerweile 68 km mit 62 Stationen auf drei Linien und wird durch die Santa Clara Valley Transportation Authority mit niederflurigen Straßenbahnwagen betrieben.

## Geschichte
Der ÖPNV in San Jose war bis in die 1980er Jahre nach und nach zurückgeschraubt worden, selbst einige Busrouten wurden auf ein on-demand System mit sporadischem Verkehr umgestellt. 1982 erhielt die Stadt Fördergelder vom Bund in Höhe von 2 Millionen Dollar um erste Planungen für ein moderneres ÖPNV-System voranzutreiben. Dies führte schließlich zur Errichtung einer 1,5 Meilen (2 km) langen Teststrecke 1985 sowie im Folgejahr 1986 eines Bahndepots für zu testende Wagen.

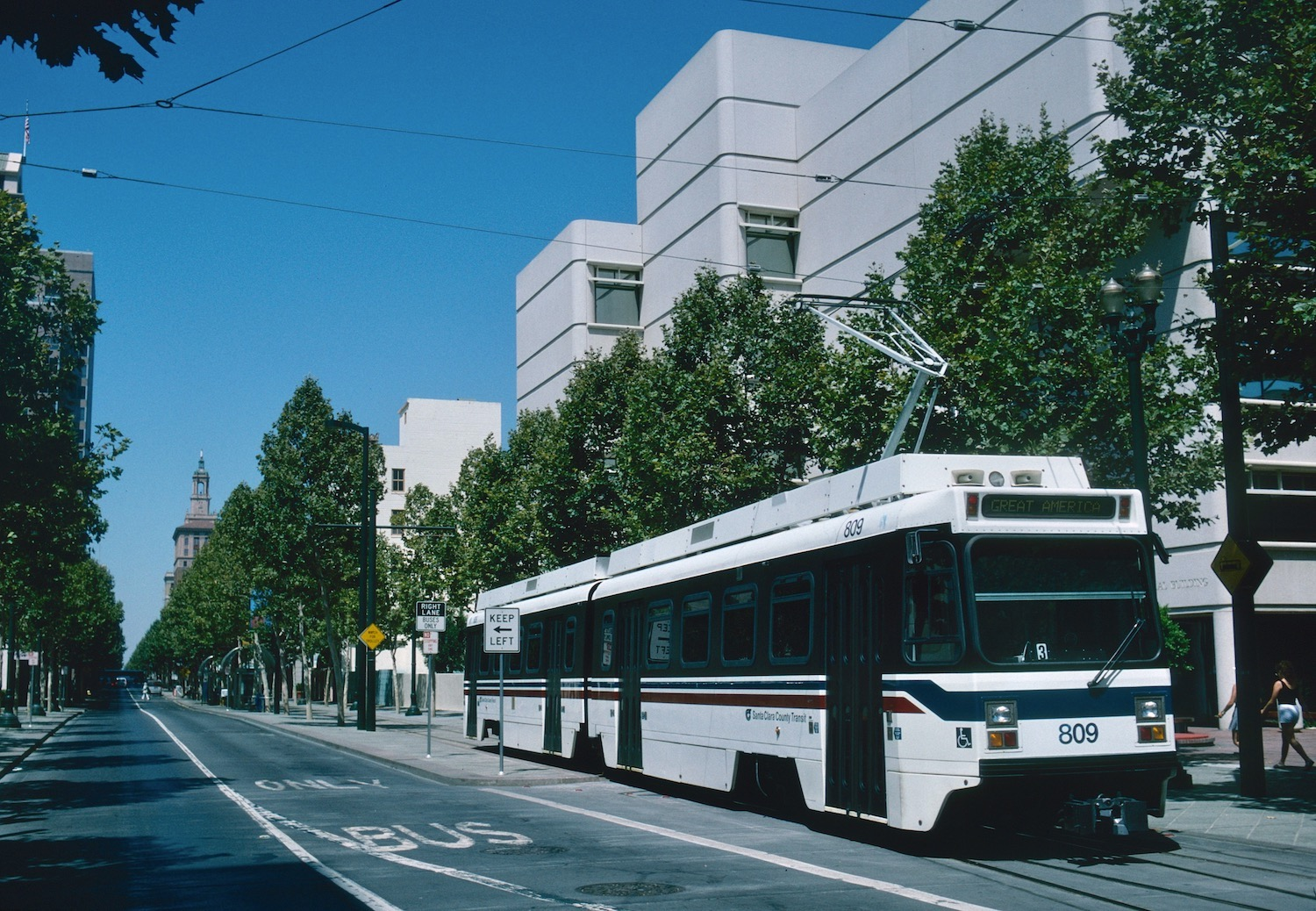
Ein für die Urban Transportation Development Corporation gebauter Wagen im Stadtzentrum, 1993

Die VTA-Stadtbahn fuhr erstmals im Dezember 1987, das erste Teilstück mit 9 Meilen (15 km) wurde im Juni 1988 fertiggestellt und reichte vom nördlichen Santa Clara im Zentrum des Silicon Valley schon durch die Innenstadt von San Jose. Es folgte der Ausbau südlich der Innenstadt zur Tamien Station (Almaden Avenue), die im August 1990 in Betrieb genommen wurde. Das damals geplante Streckennetz mit 20,8 Meilen (34 km) wurde im April 1991 fertiggestellt.
Am nördlichen Ende erfolgte der weitere Ausbau der Strecken zur Erschließung des Silicon Valley – viele Stationen tragen dort die Namen der Firmen, deren Betriebsgelände angebunden werden (beispielsweise Cisco, Lockheed, Nasa). Im Dezember 1999 wurde eine 7,6 Meilen (13 km) lange Erweiterung nach Westen bis Mountain View eröffnet. Die Erweiterung nach Osten eröffnete in zwei Etappen, zuerst im Mai 2001 das Teilstück bis zum Umstiegspunkt I-880/Milpitas Station, gefolgt vom Stück bis Hostetter Station im Juni 2004, wo zeitgleich die „Capitol Light Rail Extension“ bis zur Alumn Rock Station eröffnet wurde.
Am südlichen Ende erfolgte der weitere Ausbau auf einem neuen westlichen Abzweig von der Innenstadt San Jose zum Umstiegspunkt Winchester, eröffnet am 1. Oktober 2005. Das Streckennetz mit 42,2 Meilen (68 km) gehört damit zu den längsten Straßenbahnneubauten der Neuzeit (nach den Stilllegungen der 1950er Jahre).
Bei der Eröffnung in den 1980er Jahren bis in die 1990er Jahre wurde das Streckennetz mit verbreiteten UTDC-ALRV-Stadtbahnwagen bedient (ähnlich den Wagen in Boston). Beim Ausbau am nördlichen Ende vom Kreuzungspunkt an der Tasman Station nach Osten wurden erstmals niedrigere Bahnsteighöhen getestet und die Baypoint Station als Umstieg zwischen altem und neuem Teil errichtet – sie ist auch heute noch dreigleisig mit zwei Bahnsteigen ausgeführt (ursprünglich als Wechsel zwischen den Zügen einer Richtung am gleichen Bahnsteig, heute als Endpunkt für Verstärkerfahrten genutzt). Nach erfolgreichen Tests auf diesem Teilstück (bis Milpitas) im Jahre 2002 wurde beschlossen, auch die restlichen Bahnsteige abzusenken und das komplette Streckennetz ab September 2003 mit Niederflurwagen von Kinki Sharyo zu betreiben. Die neuen Bahnsteige sind für einen stufenlosen Einstieg 14 inch (355 mm) hoch, während vorher einige Stationen in der Innenstadt gar keine Bahnsteige aufwiesen und die Wagenbodenhöhe von 1250 mm über Trittstufen erreicht werden musste.
Der alte hochflurige Fuhrpark wurde verkauft – 29 Wagen gingen an die Utah Transit Authority und 20 an die Sacramento Regional Transit, der letzte der ursprünglich 50 Wagen wurde zerlegt und als Ersatzteile verkauft. Die von 2001 bis 2005 gebauten 100 niederflurigen Straßenbahnwagen werden üblich als Zweiwagenzüge eingesetzt, sie können jedoch auch als einzeln oder als Züge mit drei Wagen verkehren. In der Fußgängerzone von San Jose an der Downtown Plaza besteht eine Geschwindigkeitsbegrenzung auf 10 mph (15 km/h), auf den eingezäunten Strecken in Mittellage der Schnellstraßen (vor allem im Silicon Valley) erreichen sie auch 55 mph (90 km/h).
Die eingleisige und nur drei Stationen umfassende Stummelstrecke der damaligen Linie 900 war bereits zum Ende der Dotcom-Blase von Stilllegung bedroht und wurde nur von einem Einzelwagen bedient, der zwischen den Endpunkten pendelte. 2019 wurde diese Strecke geschlossen und auf Busverkehr umgestellt.
Am 26. Mai 2021 erschoss ein Werkstattarbeiter neun seiner Kollegen und sich selbst. Zunächst aus polizeitaktischen Gründen, dann um den Straßenbahnfahrern Zeit für die Verarbeitung des Schocks zu geben, ruhte der Stadtbahnverkehr drei Monate lang. In dieser Zeit verkehrten Busse im Schienenersatzverkehr, erst zwischen dem 29. August und dem 18. September wurde der Schienenverkehr schrittweise wieder aufgenommen.

## Tarifstruktur
Ein Einzelfahrschein für Erwachsene kostet 2,50 $ und berechtigt zur Nutzung aller Linien über 120 Minuten. Darin enthalten sind sowohl die VTA-Stadtbahn als auch alle von der VTA betriebenen Buslinien der Region. Monatskarten können über die Clipper-Card genutzt werden.

## Linien
Es gibt derzeit drei Linien:
- 900 Almaden nach Ohlone/Chynoweth (Abzweig vom Südteil der 901)
- 901 Santa Teresa nach Alum Rock (durch das Stadtzentrum von San José)
- 902 Mountain View nach Winchester (durch das Stadtzentrum von San José)

Die Linie 902 bietet am nördlichen Endpunkt Mountain View sowie an der Diridon Station nahe Stadtzentrum San José Übergangsmöglichkeiten zu den Caltrain-Zügen nach San Francisco. In San José gibt es auch einen Übergang zum Capitol Service der Amtrak und zum Altamont Commuter Express nach Stockton.
Die Linie 901 bietet am Haltepunkt Great Mall / Main Transit Center in Milpitas einen Übergang zu den Buslinien in die East Bay, den Vororten östlich der Bucht von San Francisco. Ab 2018 besteht auch am Haltepunkt Milpitas auch ein Übergang zur BART S-Bahn über Fremont nach San Francisco.

Beide Hauptstrecken sollen verlängert werden: die Linie 901 über Alumn Rock hinaus östlich nach East Rich, die Linie 902 über Winchester hinaus westlich nach Vasona. Wenn die BART-Stationen bei Milpitas und Beryssa eröffnet werden, voraussichtlich 
2017, soll eine Expresslinie von Old Ironsides auf dem anderen Ast am Stadtzentrum vorbei diese direkter anbinden – hinter Old Ironsides wurde bereits eine abzweigende dreifache Stumpfendstelle zum Wenden der Züge errichtet, die derzeit nur bei Großveranstaltungen genutzt wird.
Zur Hauptzeit berkehren die Züge aller Linien in einen 15-Minuten-Takt, in den Nebenzeiten im 30-Minuten-Takt, sodass sich auf der Hauptstrecke zwischen Stadtzentrum und Milpitas ein 7,5-Minuten-Takt ergibt. Hinzu kommen Pendlerzüge auf der 901, die dreimal morgens vom südlichen Santa Teresa zum nördlichen Baypointe und abends wieder zurück verkehren – diese halten ebenfalls auf der Hauptstrecke an allen Stationen, sie fahren jedoch auf dem südlichen Stück zwischen Ohlone/Chynoweth (Übergang zur 900) und Convention Center (am Beginn des Stadtzentrum) ohne Halt durch. Auf den nördlichen Abschnitten mit großen Stationsabständen entlang der weitläufigen Fabrikgelände überlegt man, eine Beschleunigung der Züge durch Absperrung der Gleisanlagen auf dem Mittelstreifen zu erreichen.

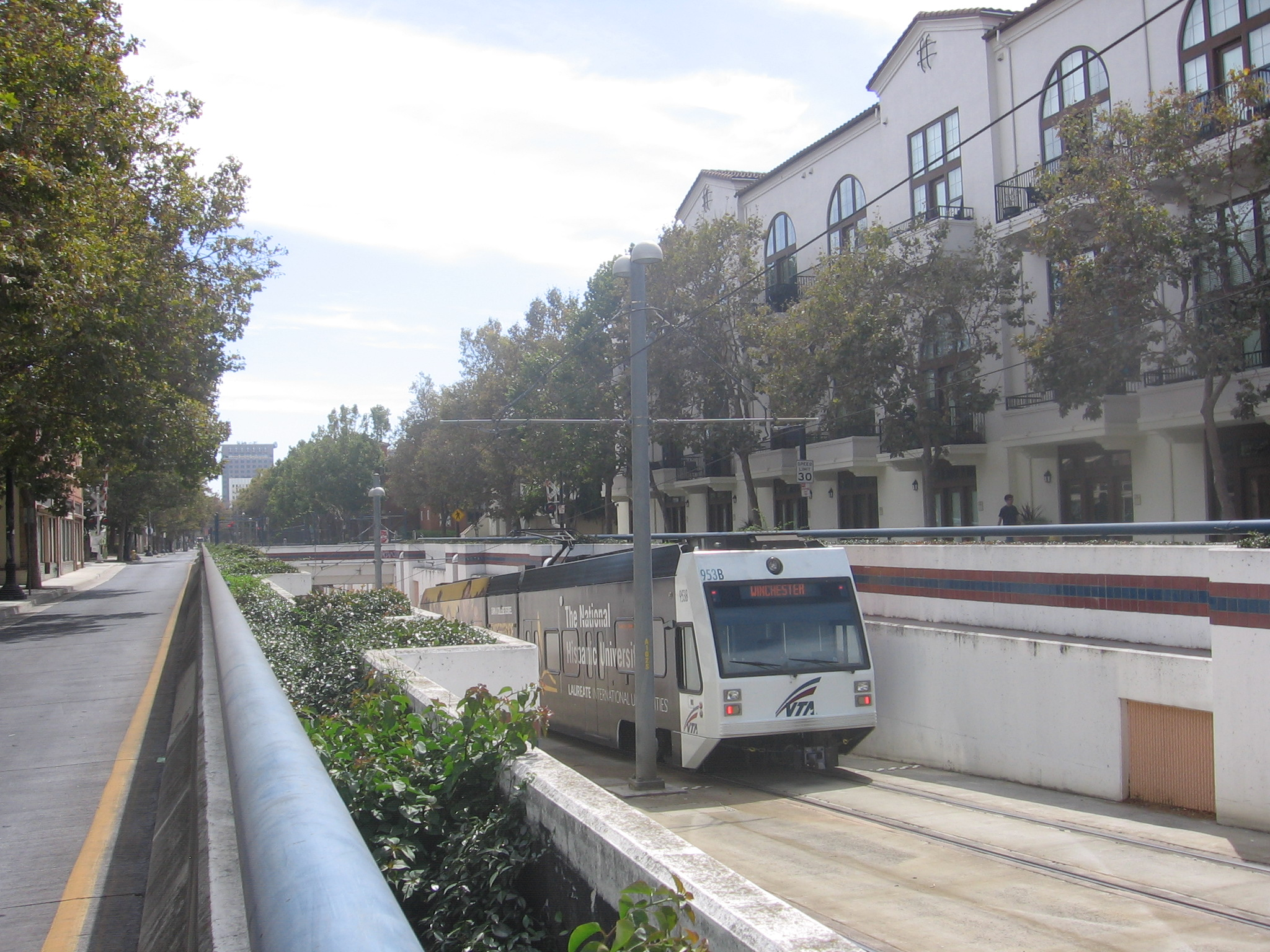
Unterquerung einer Bahnstrecke entlang der North 1st Street Stammstrecke
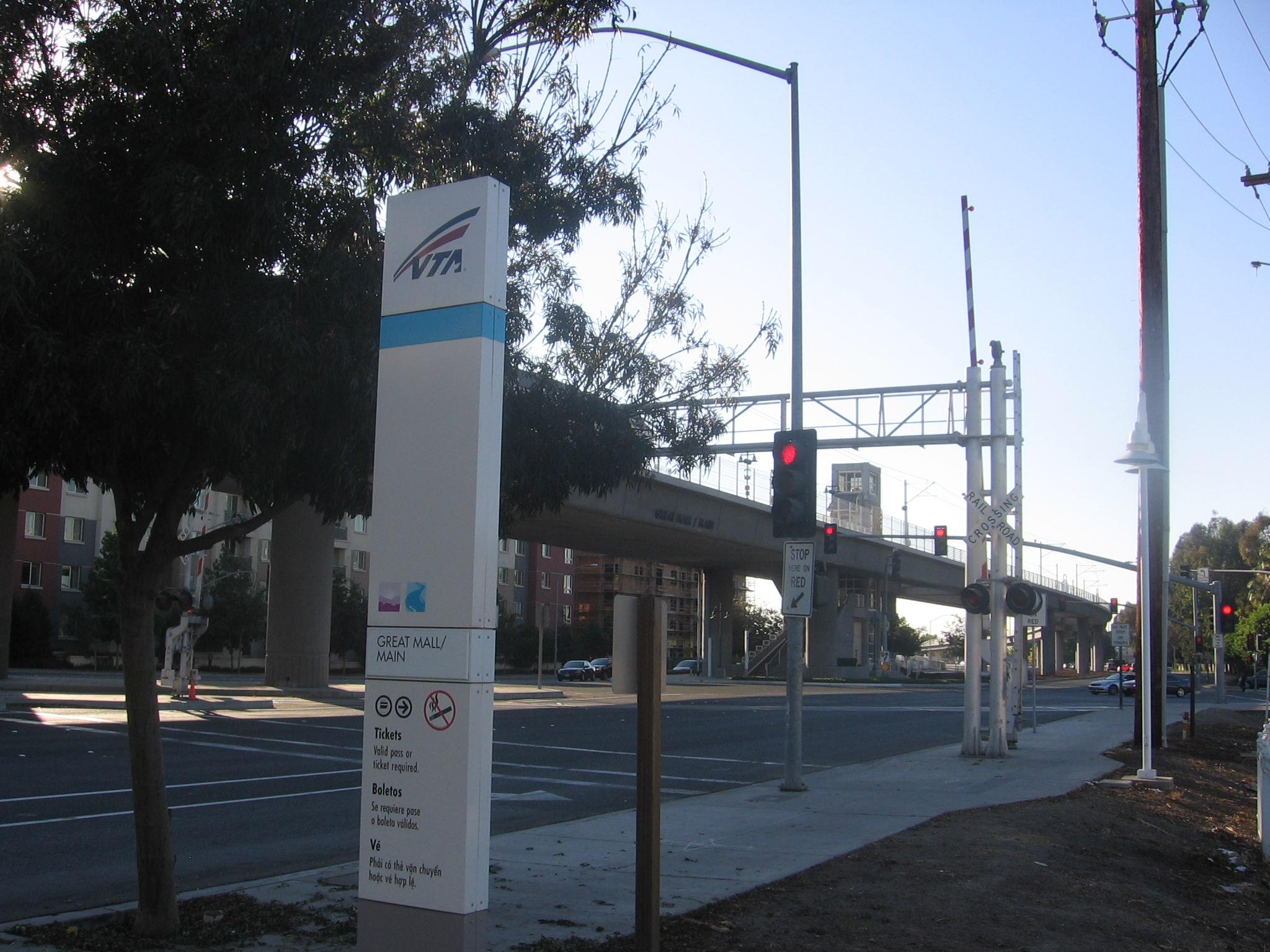
Hochbahn an der Great Mall / Main Transit Center – Umstiegpunkt zu Überlandbussen
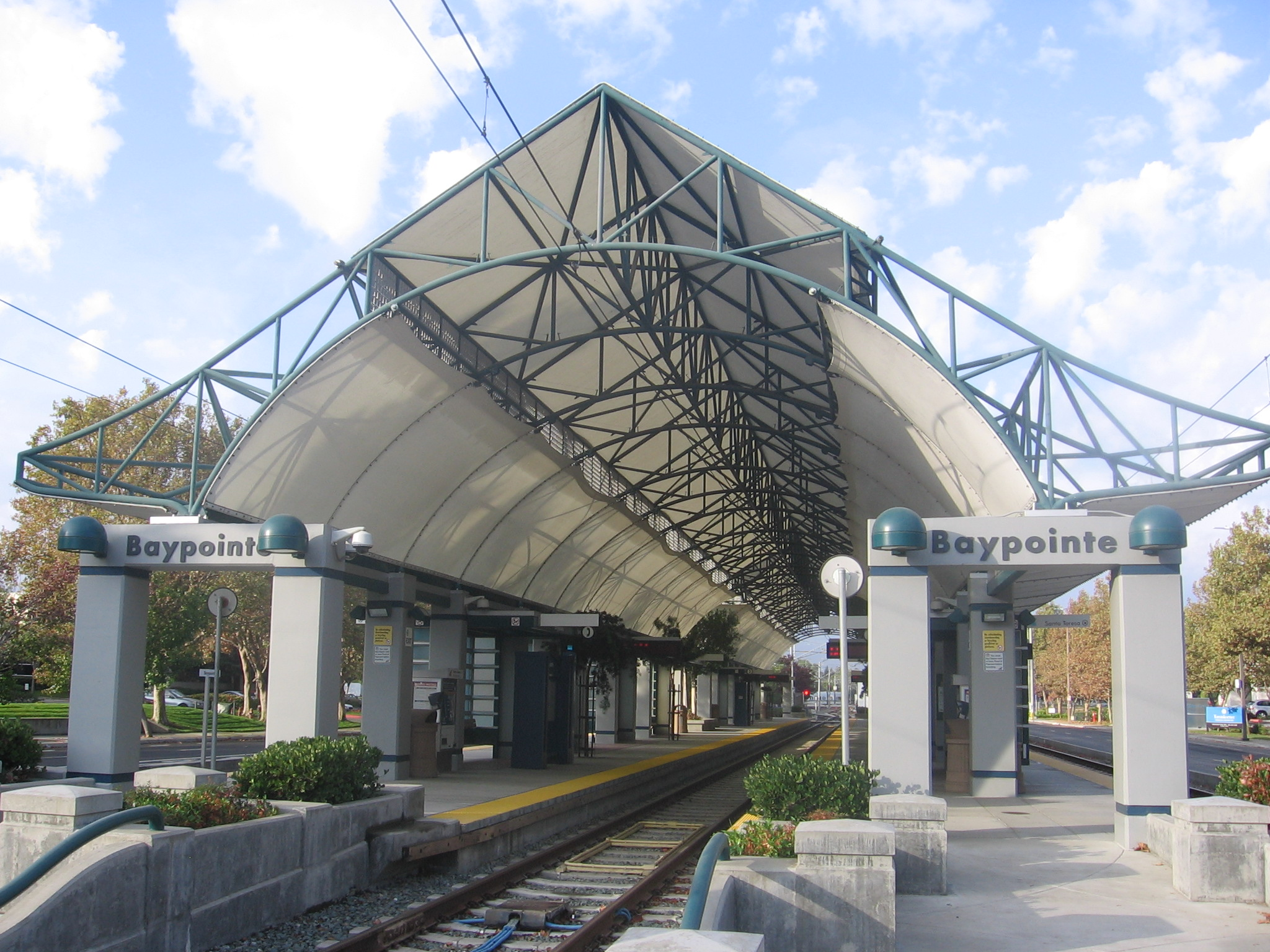
Baypointe mit drei Gleisen, war zeitweiser Umstieg zwischen hochflurigen und niederflurigen Strecken
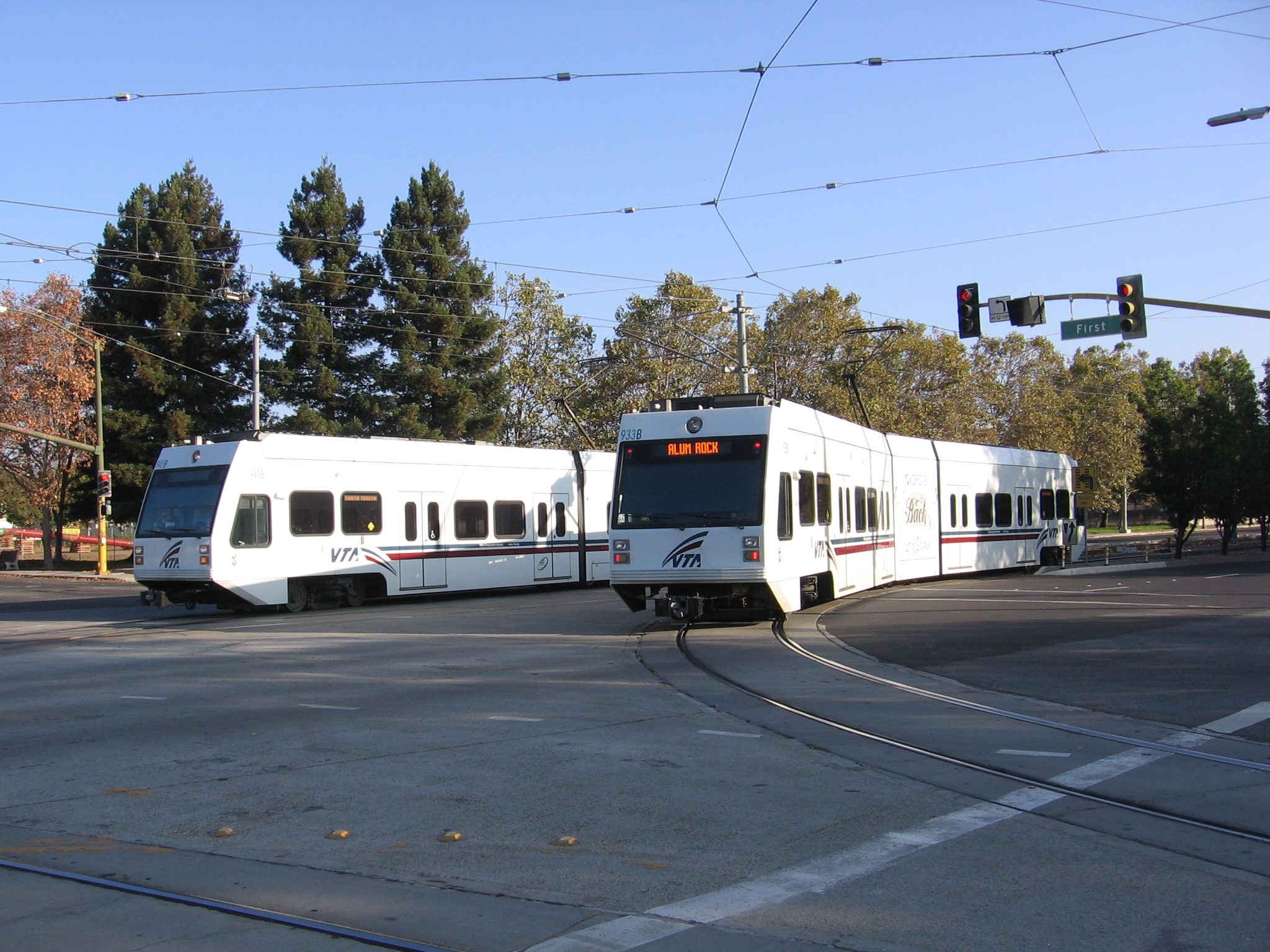
Dreieck an der Tasman Station am nördlichen Ende der North 1st Street Stammstrecke